# 松平重栄
松平 重栄（まつだいら しげよし）は、豊後杵築藩の第2代藩主。能見松平家8代。

## 略伝
杵築藩初代藩主・松平英親の長男。元禄5年（1692年）12月4日、父の隠居により跡を継ぐ。奏者番、寺社奉行を務めた。元禄10年（1697年）、近隣の日出藩の百姓が逃散してきたとき、それを保護しながら日出藩と交渉し、無難に解決している。宝永5年（1708年）11月23日、次男の重休に家督を譲って隠居し、享保5年（1720年）2月18日に75歳で死去した。